# Jaume Comas i Guixera
Jaume Comas i Guixera   (Barcelona, 27 d'agost de 1903 - Barcelona, 1 de juny de 1968) fou un futbolista català de la dècada de 1920.
Fill d'Enric Comas i Anna Guixera naturals de Barcelona, neix al carrer Santa Coloma, 28.
La seva posició al terreny de joc era la d'extrem esquerre.
Començà la seva carrera futbolística al FC Andreuenc el 1923, club que dos anys més tard es fusionà dins la UE Sant Andreu, on Comas continuà la seva trajectòria.
L'any 1926 fitxà pel RCD Espanyol. La seva primera temporada només va jugar partits amistosos, però la segona jugà 11 partits del Campionat de Catalunya. Posteriorment fou jugador de l'Atlètic de Sabadell i novament del Sant Andreu.